# Brabant-Insel
Die Brabant-Insel (französisch Île Brabant, englisch Brabant Island; spanisch Isla Brabante) ist die zweitgrößte Insel im Palmer-Archipel. Sie gehört zum britischen, argentinischen und chilenischen Antarktisterritorium. Die Insel liegt südlich der Bransfieldstraße zwischen der Anvers-Insel und Liège Island. Ihre Nord-Süd-Ausdehnung beträgt 53 km. Sie ist 25 km breit, hat eine Fläche von 976,8 km² und erreicht im Mount Parry eine Höhe von  2520 m (nach anderer Quelle 2522 m).
Die aufgrund ihrer Unzugänglichkeit noch wenig erforschte Insel ist ein Vulkanfeld, dessen Vulkane noch während des späten Pleistozäns (< 200 ka BP) aktiv waren.
Die Brabant-Insel wurde von der Belgica-Expedition (1897–1899) unter Adrien de Gerlache de Gomery nach der damaligen belgischen Provinz Brabant benannt in Anerkennung der Unterstützung durch deren Bevölkerung.